# Xã East Park, Quận Marshall, Minnesota
Xã East Park (tiếng Anh: East Park Township) là một xã thuộc quận Marshall, tiểu bang Minnesota, Hoa Kỳ. Năm 2010, dân số của xã này là 23 người.